# Ernst Oppacher
Ernst Oppacher (Takatsuki, 25 marzo 1897 – ...) è stato un pattinatore artistico su ghiaccio austriaco. Ha vinto il bronzo al Campionato del mondo nel 1924. Nel 1922 aveva vinto un bronzo al Campionato europeo.

## Palmarès
| Internazionali       | Internazionali | Internazionali | Internazionali | Internazionali | Internazionali | Internazionali | Internazionali | Internazionali | Internazionali | Internazionali |
| Evento               | 1912           | 1913           | 1914           | 1921           | 1922           | 1923           | 1924           | 1925           | 1926           | 1927           |
| -------------------- | -------------- | -------------- | -------------- | -------------- | -------------- | -------------- | -------------- | -------------- | -------------- | -------------- |
| Campionati mondiali  |                | 5°             | 4°             |                |                | 4°             | 3°             | 4°             |                |                |
| Campionati europei   |                |                | 4°             |                | 3°             |                |                |                |                | 4°             |
| Nazionali            |                |                |                |                |                |                |                |                |                |                |
| Campionati austriaci | 2°             | 2°             | 2°             | 1°             | 1°             | 2°             |                |                |                | 3°             |